# Jättejuveltrast
Jättejuveltrast (Hydrornis caerulea) är en fågel i familjen pittor inom ordningen tättingar.

## Utseende och läte
Jättejuveltrast gör skäl för sitt namn, en mycket stor juveltrast med den för familjen typiska knubbiga kroppsformen, korta stjärten och långa benen. Hanen har lysande blå vingar och gråaktigt huvud med ett tunt svart streck som böjer sig nedåt bakom ögat. Honan är brunare, med blå övergump och varmt rostbruna vingar. Lätet består av en spöklik vissling.

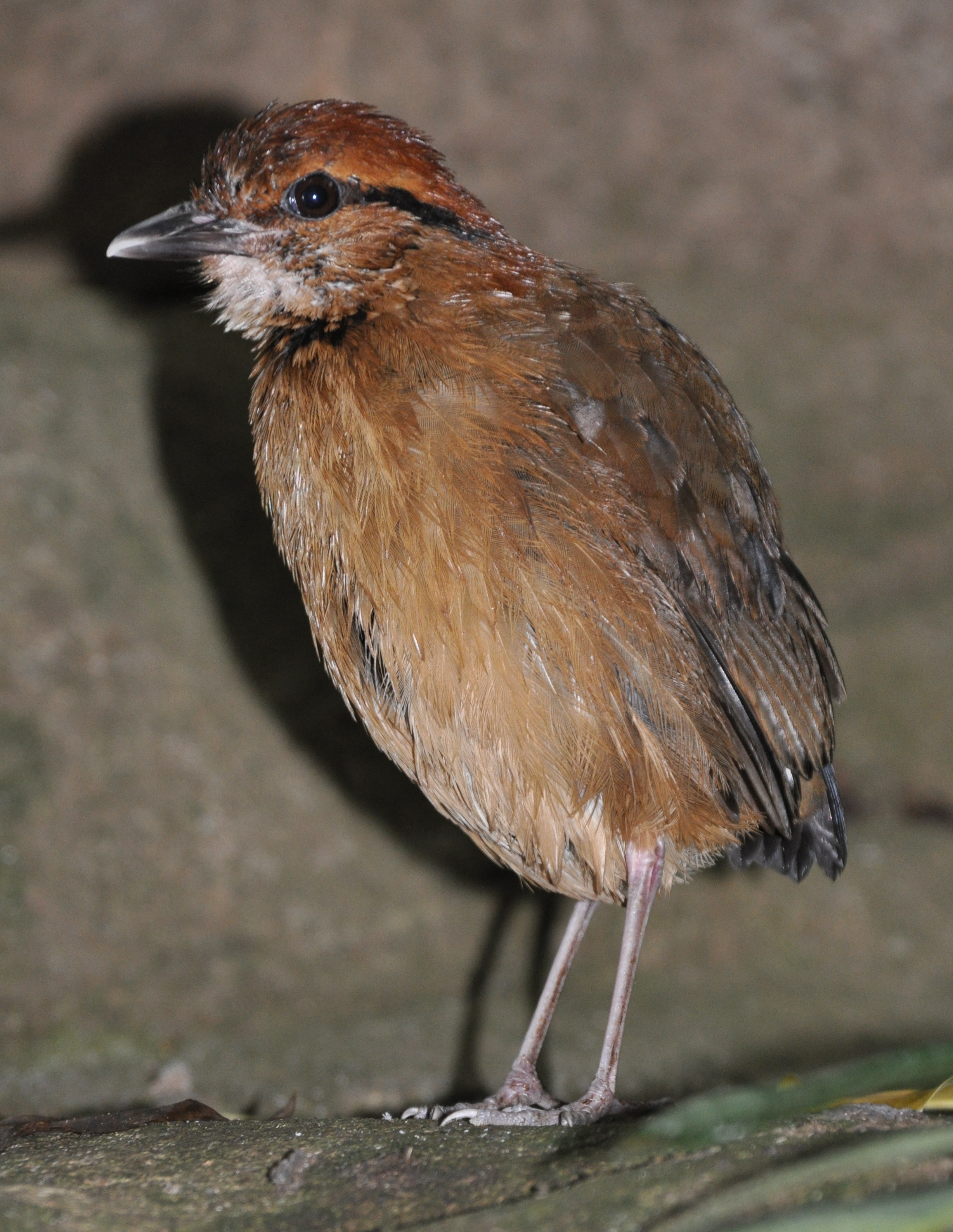
Hona jättejuveltrast i fångenskap.

## Utbredning och systematik
Jättejuveltrasten förekommer i Sydostasien. Den delas in i två underarter med följande utbredning:
- Hydrornis caerulea caerulea – förekommer i södra Myanmar, södra Thailand, på Malackahalvön och Sumatra
- Hydrornis caerulea hosei – förekommer på Borneo

## Levnadssätt
Jättejuveltrasten förekommer sällsynt på marken i skogsområden i lågland och lägre bergstrakter, framför allt i sumpiga eller flodnära miljöer. Den är mycket skygg och svår att få syn på.

## Status
Jättejuveltrasten är en fåtalig fågelart med fläckvis utbredning. Beståndet tros vara relativt och i minskande på grund av skogsavverkningar. IUCN kategoriserar arten som nära hotad.